# Lago Pilushejan
El lago Pilushejan es un cuerpo de agua superficial léntico ubicado en el centro de la isla Navarino, en la Región de Magallanes y la Antártica Chilena.: 175 
Este lago está consignado en el inventario público de lagos de Chile con el código 12897095-9 del Banco Nacional de Aguas.

## Ubicación
El río y el lago se encuentran en el lado occidental de la isla.

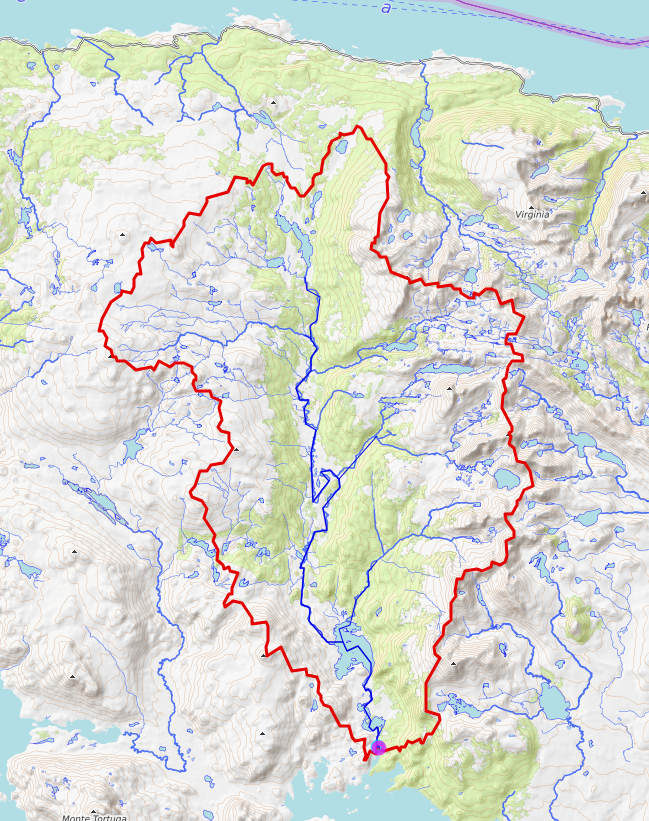
Cuenca del lago Pilushejan (entre el lago Windhond y el río Douglas) en la isla Navarino.

Existe también un perfil topográfico del río Pilushejan:

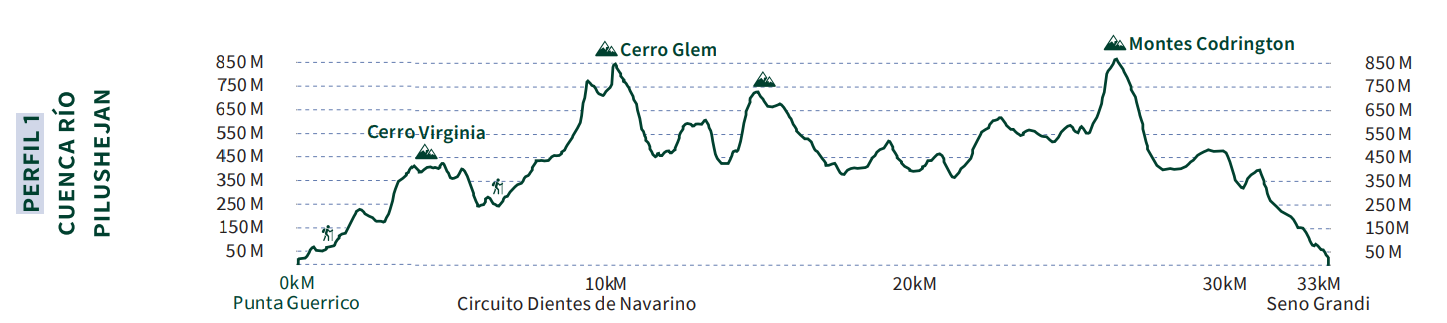
Perfil topográfico en el meridiano del lago.